# アレテューズ (非防護巡洋艦)
| アレテューズ       |                                                                                         |
| 艦歴               |                                                                                         |
| 発注               | トゥーロン造船所                                                                        |
| 起工               |                                                                                         |
| 進水               |                                                                                         |
| 就役               | 1885年7月                                                                               |
| 退役               |                                                                                         |
| その後             | 1899年にハルク                                                                          |
| 除籍               | 1899年                                                                                  |
| 前級               | ナイヤッド                                                                              |
| 次級               | デュブルデュー                                                                          |
| 性能諸元（竣工時） |                                                                                         |
| 排水量             | 常備：3,487トン 満載：-トン                                                             |
| 全長               | 74.73m                                                                                  |
| 全幅               | 14.25m                                                                                  |
| 吃水               | 6.91m                                                                                   |
| 機関               | 型式不明石炭専焼円缶6基 +横置型コンパウンド・レシプロ機関1基1軸推進                     |
| 最大出力           | 3,200hp                                                                                 |
| 最大速力           | 15.5ノット（機関航行時）                                                                |
| 航続距離           | -ノット/-海里（石炭：500トン）                                                          |
| 乗員               | 467名                                                                                   |
| 兵装               | M1881 16cm（28口径）後装填式単装砲4基 M1881 14cm（30口径）単装砲22基 3.7cm回転式機砲8基 |

アレテューズ (Croiseurs Aréthuse) はフランス海軍の非防護巡洋艦。フランス海軍の類別は一等巡洋艦。設計者はビエネーム。

## 艦形
3本のシップ式帆走用マストと1本煙突を持つ木造巡洋艦として建造された。「アレテューズ」から水面下に衝角が付けられた。主砲の16cm単装砲は上部甲板上に片舷に張り出し（スポンソン）2箇所を設け、片舷2基ずつ計4基を配置し、船体内部の砲郭部に14cm単装砲を片舷11基ずつ計22基を装備した。
竣工後の1891年に主ボイラーと機関の修理を行い、翌1892年に行われた公試において速力17ノットを発揮した。